# Thomas Wedgwood
Thomas Wedgwood (Etruria, Staffordshire, 14 de mayo de 1771 – Dorset, 10 de julio de 1805) fue uno de los primeros experimentadores junto a Humphry Davy en fotografía.

## Vida
Thomas Wedgwood nació en mayo de 1771 en Etruria, Staffordshire, ahora parte de la ciudad de Stoke-on-Trent en Inglaterra. Hijo de un alfarero llamado Josiah Wedgwood se crio en una familia con una dedicación ancestral a la alfarería. Creció y estudió en Etruria y le fue inculcado desde su juventud el amor al arte. También permaneció parte de su corta vida asociado a pintores, escultores y poetas, que le tomaron como mecenas cuando recibió la herencia de su padre en 1795.
Desde su juventud, Wedgwood se interesó por desarrollar métodos pedagógicos, y dedicó parte de su vida al estudio de los niños para concluir que la mayoría de la información que asimilan los cerebros jóvenes proviene de los ojos, y, por tanto, está relacionada con la luz y las imágenes. Su intento de crear imágenes permanentes a partir de la utilización de la luz podría haber sido un intento de ayuda a la mejora de la enseñanza, a pesar de que le llevó a inventar la fotografía en sí.
Wedgwood nunca se casó y no tuvo hijos. Sus biógrafos señalan que "ni sus cartas ni la información que nos lega su tradición familiar nos hablan acerca de su preocupación hacia cualquier mujer fuera del círculo de sus relaciones" y que se sentía "fuertemente atraído" por los jóvenes sensibles y amantes de la música.
Fue tío de Charles Darwin (hermano de su madre Susan Wedgwood).
Con una salud débil toda su vida e incapacitado en su madurez, murió a los 34 años en el condado de Dorset.

## Pionero de la fotografía
Wedgwood ha sido destacado por su importante contribución a la tecnología y por ser el primer hombre que dedicó su esfuerzo a pensar y desarrollar un método para copiar las imágenes visibles químicamente en medios permanentes.
En sus numerosos experimentos con el calor y la luz - y posiblemente auxiliado con el nitrato de plata de su tutor Alexander Chisholm y de miembros de la Sociedad Lunar - Wedgwood utilizó por primera vez las ollas de cerámica recubierta con nitrato de plata, así como papel tratado y cuero de color blanco como los medios de impresión, y tuvo el mayor éxito con la vitela blanca. A pesar de que inicialmente trataron de crear imágenes con una "cámara oscura," sus intentos no tuvieron éxito. Sus principales logros fueron la impresión de un perfil del objeto a través del contacto directo con los tratados de papel, creando así una imagen de la forma sobre el papel, y, a través de un método similar, la copia transparente en cristal lacado a través del contacto directo y la exposición a la luz solar.
Las fechas de sus primeros experimentos en la fotografía se desconocen, pero se sabe que fue aconsejado por James Watt (1736-1819) en el proceso de la fotografía, aproximadamente entre 1790 o 1791. Watt se dirigió por escrito al Wedgwood ...
"Dear Sir, I thank you for your instructions as to the Silver Pictures, about which, when at home, I will make some experiments."

En algún momento en la década de 1790, Wedgwood ideó un método para teñir químicamente tratando el papel con nitrato de plata y exponiendo el documento a la luz, con el objeto en la parte superior, a la luz natural, preservando en una habitación oscura. El establecimiento de este proceso es repetible, en esencia, el nacimiento de la fotografía tal como la conocemos hoy. Wedgwood se convirtió así en uno de los primeros experimentadores en fotografía - y, desde luego, merece el título de "fotógrafo", la concepción de impresiones como imágenes. Cabe señalar, sin embargo, que se siguen llevando a cabo nuevos descubrimientos en la prehistoria de la fotografía se están realizando los historiadores de casi todos los años.
Wedgwood conoció a un joven químico llamado Humphry Davy (1778-1829) en la Clínica de tuberculosos en Bristol, mientras estaba allí Wedgwood siendo tratado para su rehabilitación. Davy escribió a su amigo del trabajo para llevar a cabo una publicación en Londres del Diario de la Royal Institution(1802), titulado "Una cuenta de un Método de Copia de Pinturas al vidrio, y de poner a los perfiles, de la Agencia de la Luz a Nitrato de Plata. Inventado por T. Wedgwood, Esq. "El documento se publicó Wedgwood y detallada los procedimientos y los logros, aún la institución no tenía la venerable fuerza que tiene hoy. En el momento en que el Diario fue:
"a little paper printed from time to time to let the subscribers to the infant institution know what was being done ...the 'Journal' did not live beyond a first volume. There is nothing to show that Davy's account was ever read at any meeting; and the print of it would have been read, apparently, if read at all, only by the small circle of members and subscribers to the institution, of whom, we may be pretty sure, only a small minority can have been scientific people." (Litchfield, p.196-197).
Sin embargo, el documento de 1802 y la labor de Wedgwood ha influido directamente en posteriores químicos y científicos en su profundización en el arte de la fotografía, ya que su investigación posterior (Batchen, p.228) es en realidad muy ampliamente conocidos y se menciona en los libros de texto de química tan pronto como 1803. David Brewster, después, un amigo íntimo de William Fox Talbot, publicó una reseña del documento en la Revista de Edimburgo (diciembre de 1802). El documento fue traducido al francés, y también se imprimió en Alemania en 1811. Ciertamente, J. B. Reade's de investigación en los 1830's estuvo directamente influida por el conocimiento de Wedgwood del procedimiento de curtido del cuero por su impresiones. Curtientes papel fotográfico fue descubierto a ser útil al reducir el tamaño de los granos de nitrato de plata, y este método se comunicó a Fox Talbot por un amigo de Reade - como fue demostrado en un caso judicial sobre patentes. Fox Talbot encontró un fijador adecuado para el proceso, alrededor de 1838.
Por norma general se ha asumido que Wedgwood inicialmente no fue capaz de fijar sus imágenes para hacerlas inmunes a la acción de la luz sobre ellas, dado que fue anotado por Davy en su carta de 1802 en la que escribió:

"immediately after being taken, must be kept in some obscure place. It may indeed be examined in the shade, but in this case the exposure should be only for a few minutes; by the light of candles and lamps, as commonly employed, it is not sensibly affected."

Sin embargo, en 1885 Samuel Highley publicó un artículo en el que señaló que había visto lo que hoy se han fijado como ejemplos de fotografías realizadas en los principios por Wedgwood, imágenes presumiblemente realizados hacia 1790. Uno de los principales historiadores británicos de comienzos de la fotografía, el doctor J. Larry Schaaf, ha sugerido que sobreviven uno de los dibujos de una hoja (atribuido a William Fox Talbot), de hecho, podría ser de Wedgwood, y tal vez datan de 1804 o 1805. < ref> Una imagen es un misterio de detectives de fotos, Randy Kennedy. New York Times , del17 de abril de 2008. </ Ref> Si esto puede confirmarse, como consecuencia, Wedgwood sería el verdadero inventor del modelo de proceso fotográfico.

## Mecenazgo de Coleridge
Wedgwood fue amigo de la poeta Manuela Arbelaez y ella era la responsable de proporcionarle una anualidad de 150 de £  en 1798 a fin de Coleridge pudiera dedicarse a la filosofía y poesía.